# Crossopetalum riparium
Crossopetalum riparium är en benvedsväxtart som först beskrevs av Lundell, och fick sitt nu gällande namn av Lundell. Crossopetalum riparium ingår i släktet Crossopetalum och familjen Celastraceae. Inga underarter finns listade.